# Verwaltungsgemeinschaft Stötten am Auerberg
Die Verwaltungsgemeinschaft Stötten am Auerberg im schwäbischen Landkreis Ostallgäu besteht seit der Trennung der Gemeinden Stötten und Rettenbach am 1. Januar 1994.
Ihr gehören als Mitgliedsgemeinden an:
1. Stötten a.Auerberg, 1996 Einwohner, 40,73 km²
2. Rettenbach a.Auerberg, 903 Einwohner, 12,88 km²

Sitz der Verwaltungsgemeinschaft ist Stötten am Auerberg.